# Luttra kyrka
Luttra kyrka är en kyrkobyggnad som sedan 2006 tillhör Falköpings församling (tidigare Luttra församling) i Skara stift. Den ligger i Luttra i Falköpings kommun.

## Kyrkobyggnaden
Kyrkan är byggd på 1100-talet i romansk stil. Tidpunkterna när det låga västtornet, vapenhuset och sakristian tillkom är okända. Sakristian och vapenhuset finns avbildade i Peringskiölds Monumenta och måste ha uppförts före slutet av 1600-talet. Tornet finns inte med i avbildningen och har tillkommit senare.
Kyrkorummet är ljust och avskalat och täcks av ett kryssvalv som sannolikt har slagits under senmedeltiden. Inredningen, förutom altaruppsats, dopfunt och predikstol, har tillkommit vid restaureringar under 1900-talet.
Kyrkan omges av en liten oval kyrkogård som ger ett ålderdomligt intryck.

## Inventarier
- Dopfunten är från 1100-talet. Cuppan och foten är dekorerade med horisontella rundstavslister. Tillhörande dopfat är av mässing.
- Altaruppsatsen i renässansstil är från 1752.
- Nuvarande altare är murat 1928 och består av grovt huggna kalkstenskvadrar. Altarskivan av polerad kalksten är rundad och har ingraverade konsekrationskors.
- Predikstolen i provinsiell barock är från 1700-talets början och saknar ljudtak. Korgen är fyrsidig och vilar på en underbyggnad av trä som tillkom 1928.
- Ett processionskors, placerat vid triumfbågen, är skuret 1981 av kyrkvärden Lars Ax.

### Orgel
Orgeln på läktaren i väster är pneumatisk med stum fasad. Den är tillverkad 1950 av Liareds orgelbyggeri och har nio stämmor fördelade på två manualer och pedal.

### Klockor
Kyrkan har två senmedeltida klockor utan inskrift.

## Bilder

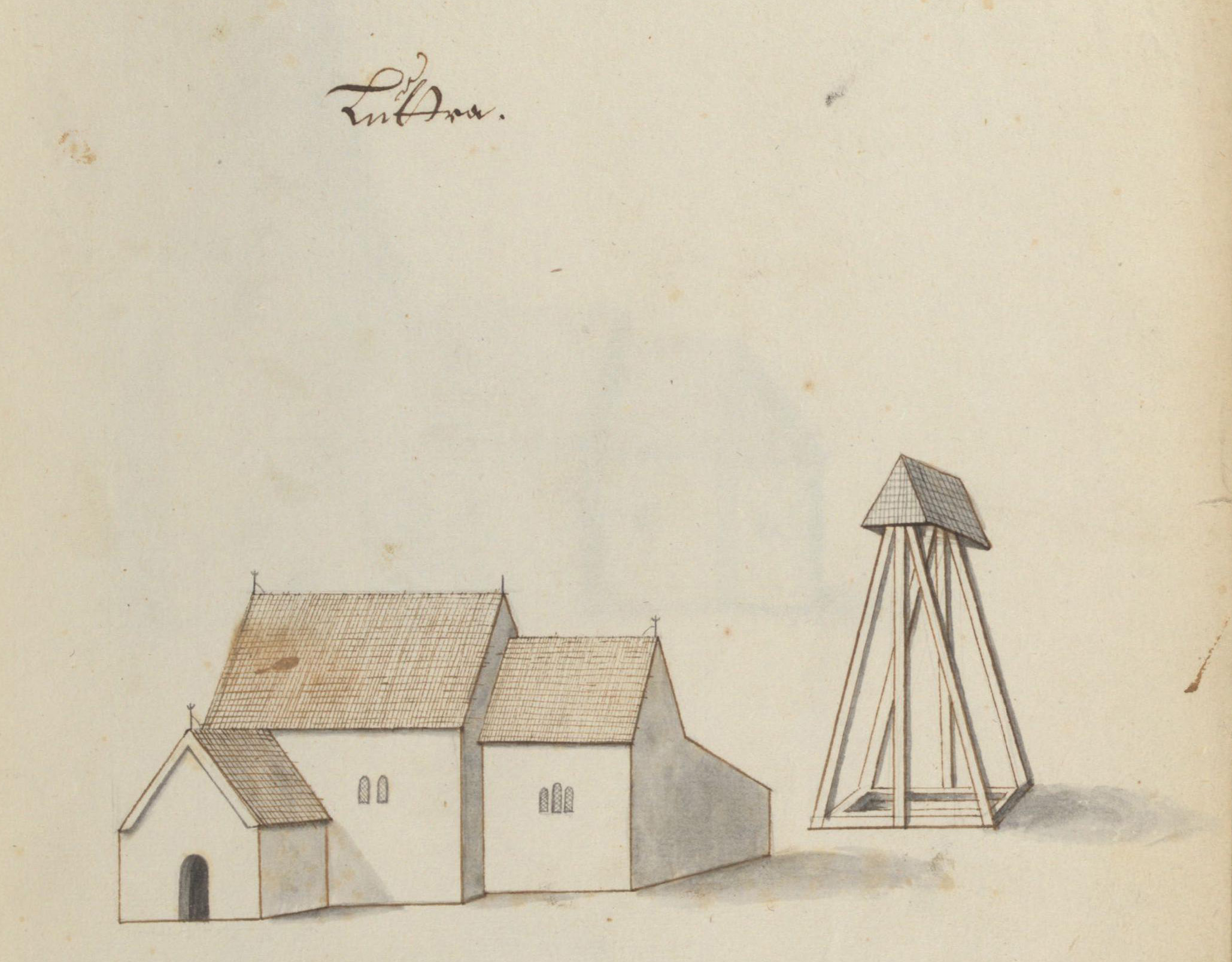
Kyrkan på teckning omkring 1670.
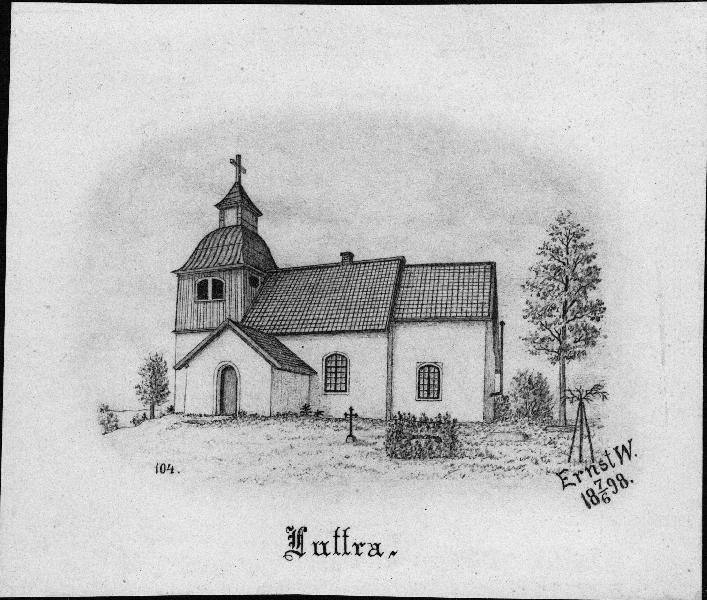
Kyrkan på teckning från 1898.
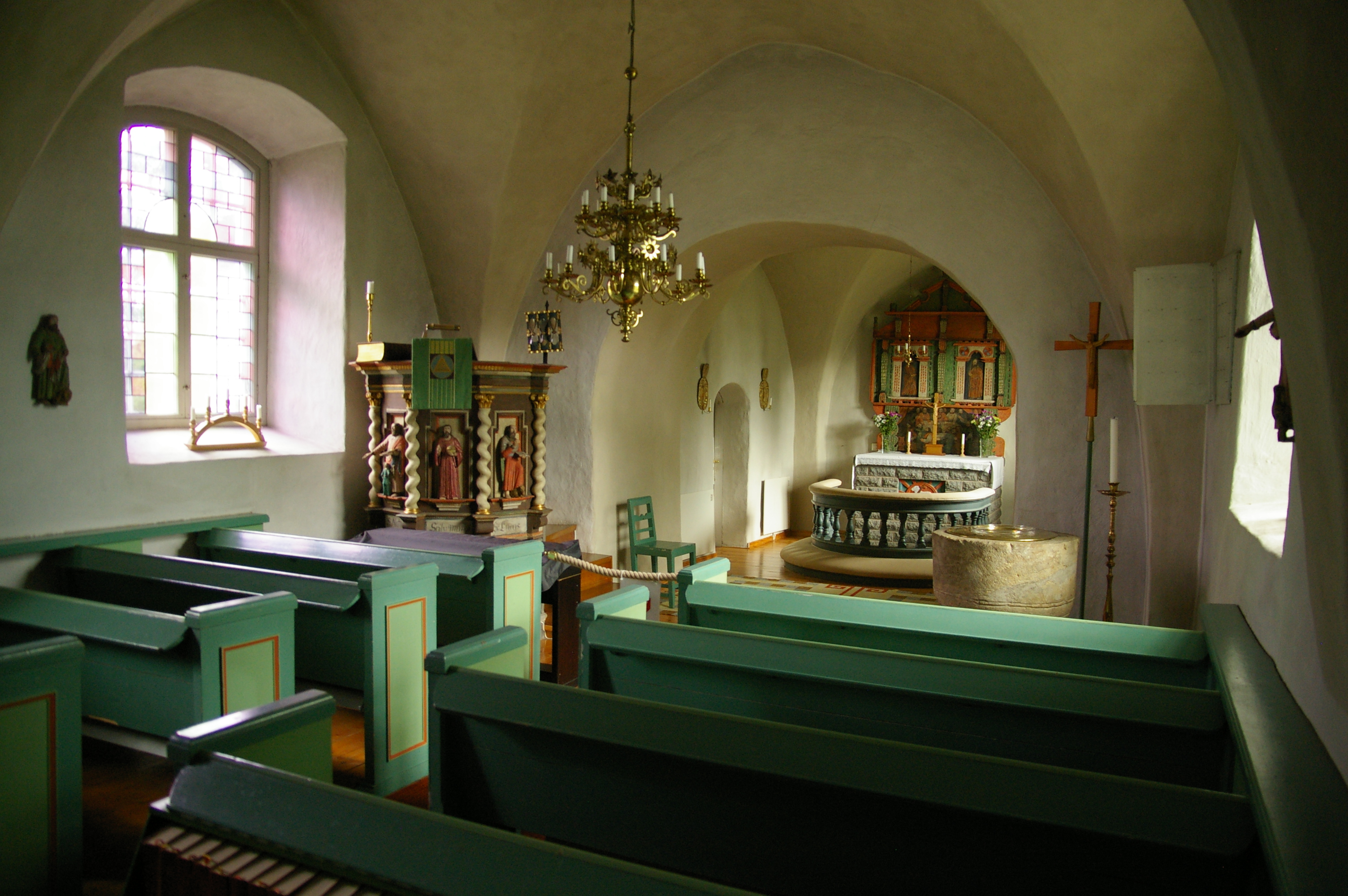
Interiör mot koret.
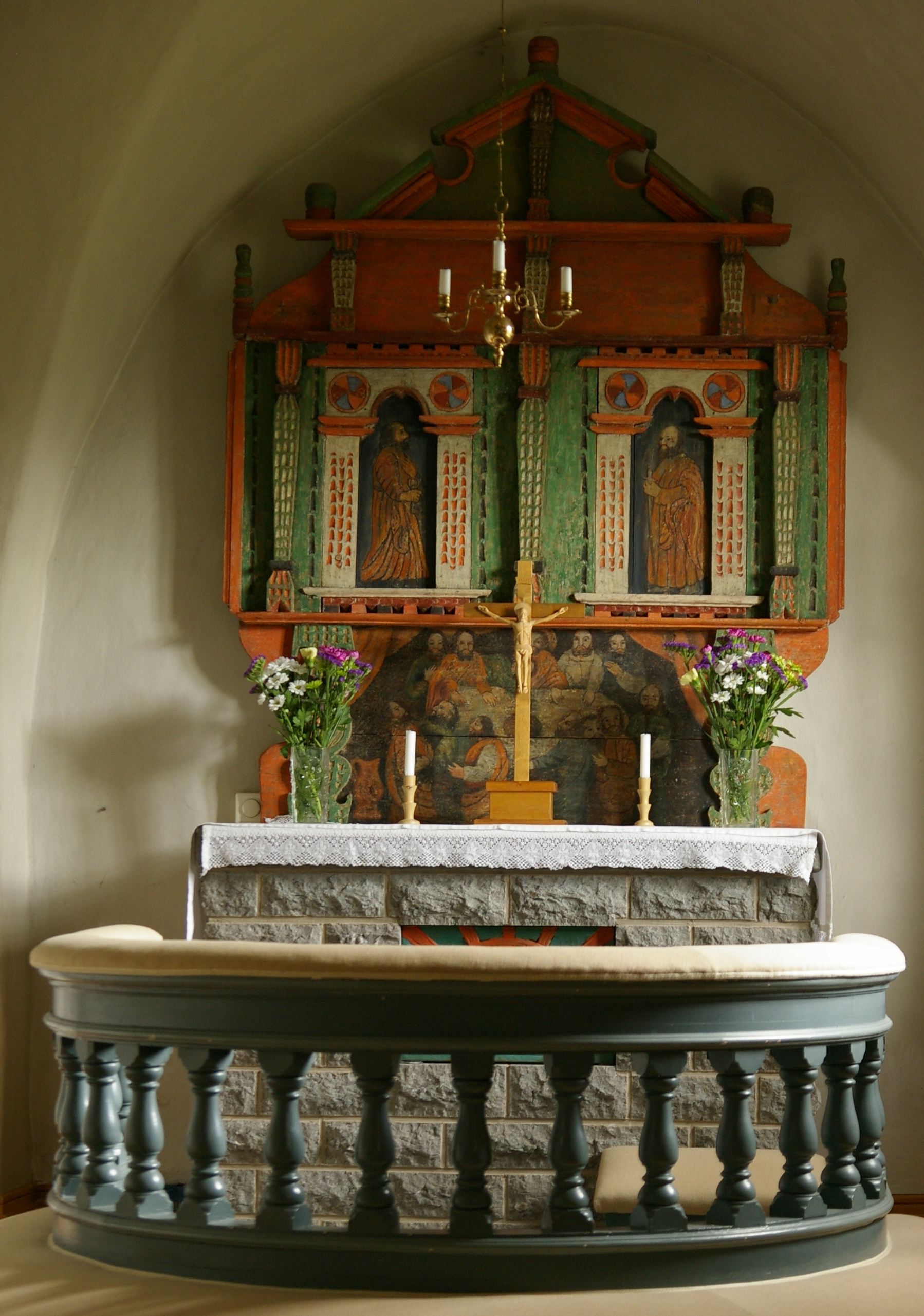
Altaret.

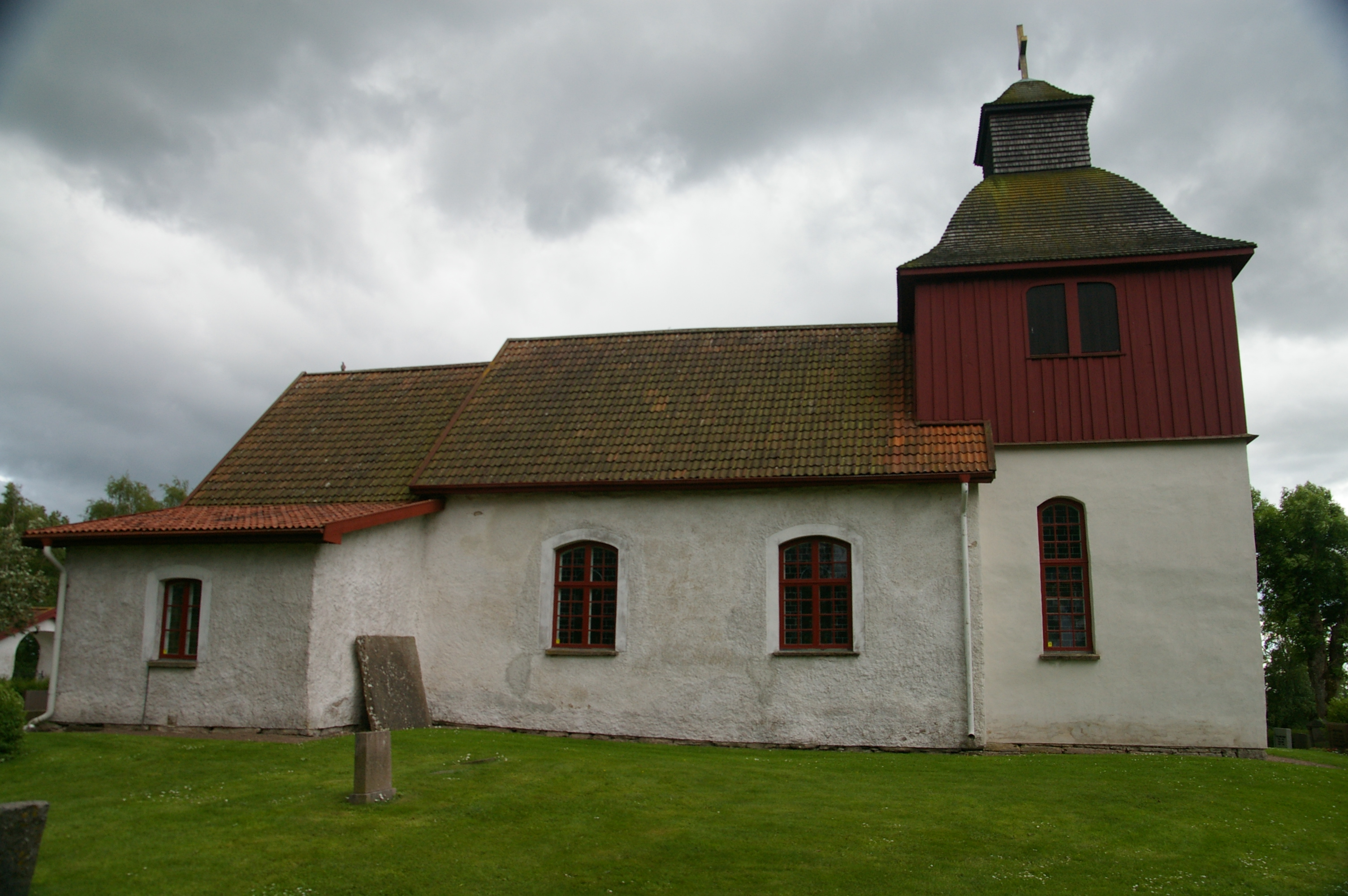
Exteriör från norr
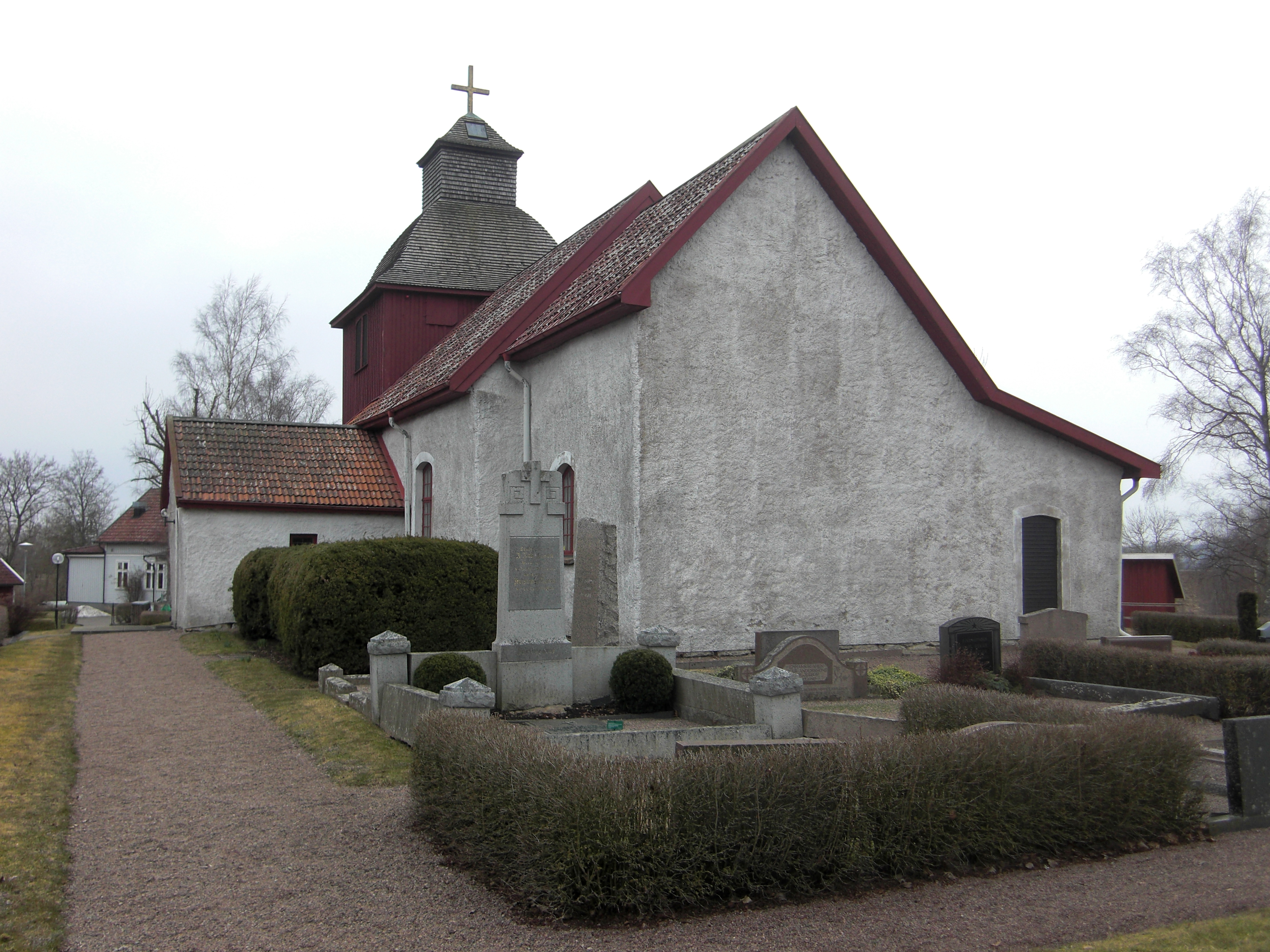
Exteriör från öster
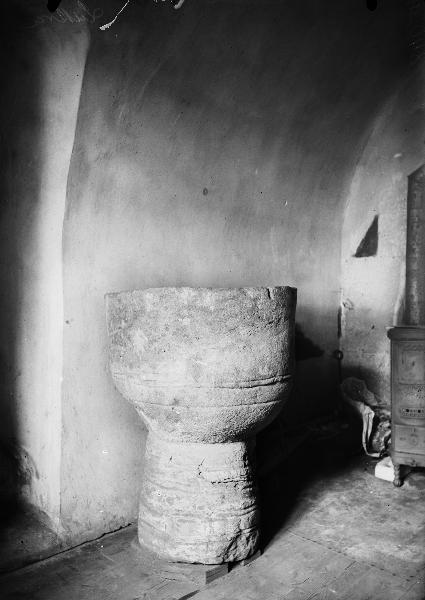
Dopfunten
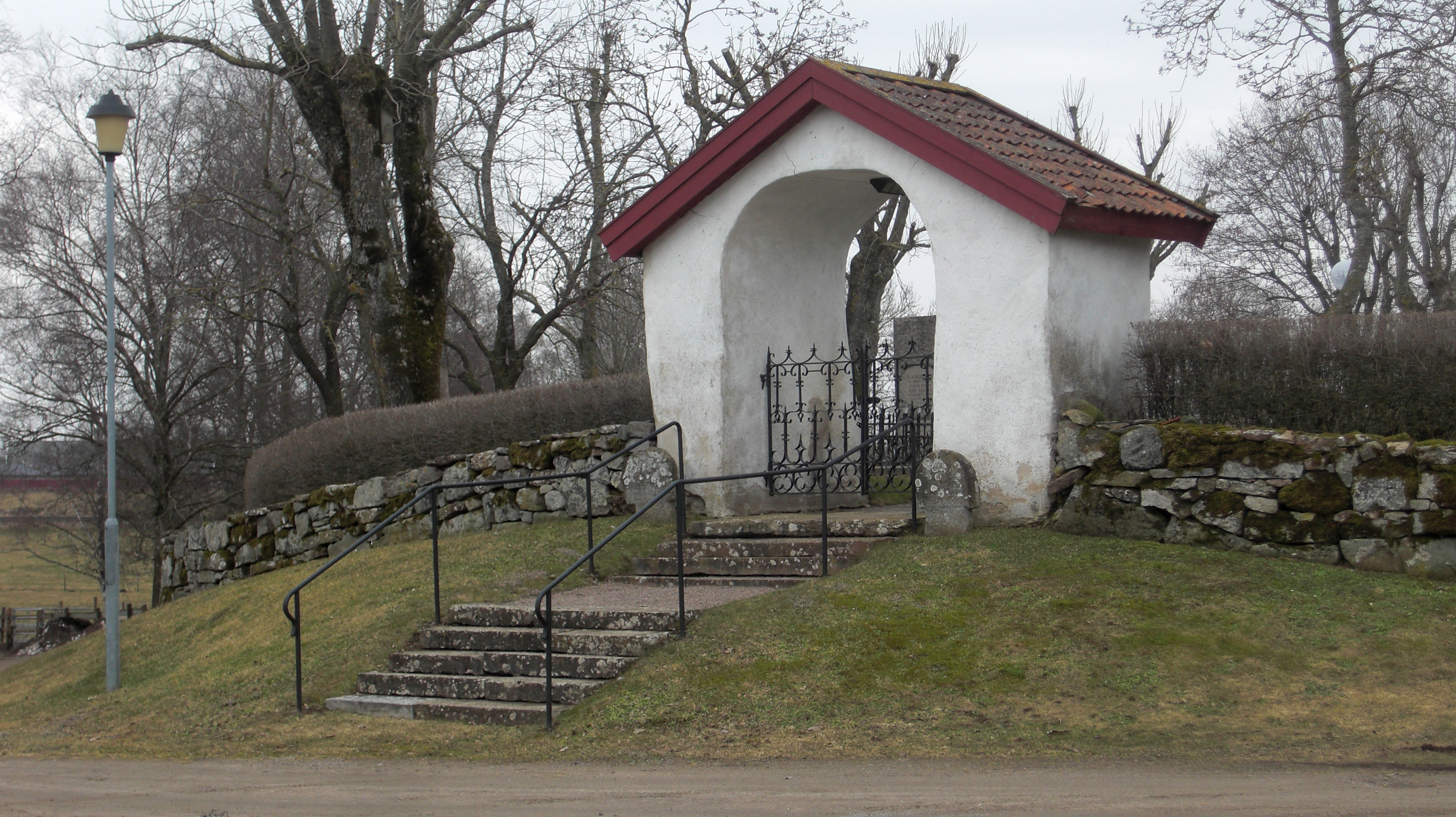
Stiglucka